# شو روی
شو روی (انگلیسی: Xu Rui; ۶ ژوئن ۱۹۹۵) کشتی‌گیر زن اهل چین است. وی در بازی‌های المپیک تابستانی ۲۰۱۶ شرکت کرده‌است.